# Rubus dejonghii
Rubus dejonghii är en rosväxtart som beskrevs av A. van de Beek. Rubus dejonghii ingår i släktet rubusar, och familjen rosväxter. Inga underarter finns listade i Catalogue of Life.